# Pema Düdül Wangchug
Pema Düdül Wangchug (1792-1853) was van 1806 tot 1843 de drieëndertigste sakya trizin, de hoogste geestelijk leider van de sakyatraditie in het Tibetaans boeddhisme.